# Yandex Browser
Yandex Browser (russe : Яндекс.Браузер) est un navigateur web développé par l'entreprise russe Yandex et basé sur le projet libre Chromium.